# L'Impériale (Berlioz)
L'Impériale est une cantate composée par Hector Berlioz en 1854, pour double chœur accompagné par un très grand orchestre (en tout, 1 250 musiciens). La création a lieu les 15 et 16 novembre 1855, dans le palais de l'Industrie, sous la direction du compositeur.

## Composition
Hector Berlioz entreprend de composer une cantate pour double chœur et orchestre en juin 1854, « en vue d'une fête du 15 août qui n'aura pas lieu ».

## Création
La première audition publique de L'Impériale se fait en deux temps : le 15 et le 16 novembre 1855, dans le palais de l'Industrie. Dans ses Mémoires, Berlioz commente ce concert : 

« Le prince Napoléon m'a fait proposer d'organiser un vaste concert dans le palais de l'Exposition des produits de l'industrie, pour le jour où l'Empereur devait y faire la distribution solennelle des récompenses. J'ai accepté cette rude tâche, mais en déclinant toute responsabilité pécuniaire. Un entrepreneur intelligent et hardi, M. Ber, s'est présenté. Il m'a traité généreusement, et cette fois ces concerts (car il y en a eu plusieurs après la cérémonie officielle) m'ont rapporté près de huit mille francs. J'avais placé, dans une galerie élevée derrière le trône, douze cents musiciens qu'on entendit fort peu. Mais le jour de la cérémonie, l'effet musical était de si mince importance qu'au milieu du premier morceau (la cantate l'Impériale que j’avais écrite pour la circonstance) on vint m'interrompre et me forcer d'arrêter l’orchestre au moment le plus intéressant, parce que le prince avait son discours à prononcer et que la musique durait trop longtemps…
Le lendemain, le public payant était admis. On fit soixante-quinze mille francs de recette. Nous avions fait descendre l'orchestre qui, bien disposé cette fois dans la partie inférieure de la salle, produisit un excellent effet. Ce jour-là on n'interrompit pas la cantate, et je pus allumer le bouquet de mon feu d'artifice musical. J'avais fait venir de Bruxelles un mécanicien à moi connu, qui m'installa un métronome électrique à cinq branches. Par le simple mouvement d'un doigt de ma main gauche, tout en me servant du bâton conducteur avec la droite, je pus ainsi marquer la mesure à cinq points différents et fort distants les uns des autres, du vaste espace occupé par les exécutants. Cinq sous-chefs recevant mon mouvement par les fils électriques, le communiquaient aussitôt aux groupes dont la direction leur était confiée. L'ensemble fut merveilleux. Depuis lors, la plupart des théâtres lyriques ont adopté l'emploi du métronome électrique pour l'exécution des chœurs placés derrière la scène, et quand les maîtres de chant ne peuvent ni voir la mesure ni entendre l’orchestre. »

## Présentation
Publiée sous le numéro d'op. 26, L'Impériale est référencée H129 dans le catalogue des œuvres de Berlioz établi par le musicologue américain Dallas Kern Holoman.
La partition, Allegretto fieramente ( = 66) en mi bémol majeur, à deux temps (noté ), réclame un important double chœur à huit voix (SATB-SATB) et un grand orchestre : 6 flûtes, 6 hautbois, 6 clarinettes et 8 bassons, pour les pupitres des vents, 8 cors (4 en Mi, 4 en Fa), 6 trompettes en Mi, en cornets à pistons en Si, 8 trombones et 5 tubas, pour les pupitres de cuivres. La percussion se limite à la caisse claire (5 tambours) et aux timbales (accordées sur Si et Mi, à 3 timbaliers). Le quintette à cordes classique est composé de 36 premiers violons, 34 seconds violons, 28 altos, 25 violoncelles et 25 contrebasses.

## Analyse
Dans ses Mémoires, Berlioz revient sur ses œuvres « qualifiés par les critiques de musique architecturale : ma Symphonie funèbre et triomphale pour deux orchestres et chœur ; le Te Deum, dont le finale (Judex crederis) est sans aucun doute ce que j’ai produit de plus grandiose ; ma cantate à deux chœurs L'Impériale, exécutée aux concerts du palais de l'Industrie en 1855, et surtout mon Requiem ».
L'Impériale illustre l'importance que le compositeur accorde aux chœurs dans son œuvre et lorsqu'il aborde la question du double chœur dans son Traité d'instrumentation et d'orchestration, en 1844 : 

« On n'en abuse certainement pas aujourd'hui. Ils sont, pour nos musiciens expéditifs, compositeurs ou exécutants, trop longs à écrire et à apprendre. À la vérité, les anciens auteurs qui en faisaient le plus fréquent usage ne composaient ordinairement que deux chœurs dialogués, à quatre parties ; les chœurs à huit parties réelles continues sont assez rares, même dans leurs œuvres. Il y a des compositions à trois chœurs. Quand l'idée qu'elles ont à rendre est digne d'un si magnifique vêtement, de telles masses de voix, ainsi divisées en douze, ou au moins en neuf parties réelles, produisent de ces impressions dont le souvenir est ineffaçable, et qui font de la grande musique d'ensemble le plus puissant des arts. »

Le texte « peu attrayant » du capitaine Achille-Louis Lafont empêche L'Impériale d'être « considérée comme l'un des chefs-d'œuvre de Berlioz ». Cependant, la musique « atteint au style et à la vraie grandeur ».

## Discographie
- Dutch Radio Choir & Radio Symphony Orchestra, dirigés par Jean Fournet (1988, Denon CO-72886) avec La Mort d'Orphée, Le Cinq mai et la Scène héroïque — concert public du 18 janvier 1987.Pierre-René Serna signale cet enregistrement réunissant des « pièces rares et magnifiques, remarquablement restituées[8] ».
- Hector Berlioz : The Complete Works (27 CD, Warner Classics 0190295614447, 2019)
L'Impériale (H 129) par les chœurs de l'Orchestre symphonique de Montréal, l'Orchestre symphonique de Montréal, et Charles Dutoit (dir.), CD 12

### Ouvrages généraux
- Hector Berlioz, Traité d'instrumentation et d'orchestration, Paris, Henry Lemoine, 1993 (1re éd. 1844), 312 p. (ISMN 979-0-2309-4518-9)

### Biographie
- Hector Berlioz, Mémoires, Paris, Flammarion, coll. « Harmoniques », 1991 (ISBN 978-2-7000-2102-8) présentés et annotés par Pierre Citron,
- Pierre Citron, Cahiers Berlioz no 4, Calendrier Berlioz, La Côte-Saint-André, Musée Hector-Berlioz, 2000 (ISSN 0243-3559).

### Monographies
- Pierre-René Serna, Berlioz de B à Z, Paris, Van de Velde, 2006, 264 p. (ISBN 2-85868-379-4)